# Zadwórze (województwo podkarpackie)
Zadwórze – wieś w Polsce, położona w województwie podkarpackim, w powiecie bieszczadzkim, w gminie Ustrzyki Dolne, przy DW896.
W latach 1975–1998 miejscowość administracyjnie należała do województwa krośnieńskiego.
W połowie XIX wieku właścicielami posiadłości tabularnej Zadwórze byli hr. Katarzyna i Tomasz Tomatis.